# Duns (Schotland)
Duns is een stad in het zuidoosten van Schotland in het raadsgebied Scottish Borders. Het ligt zo'n 20 km ten noorden van de grens met Engeland en 70 km ten zuidoosten van Edinburgh, en heeft ongeveer 2.820 inwoners (in 2020). De stad ligt aan de voet van Duns Law, een 220 meter hoge heuvel en uitloper van de Lammermuir Hills, wat deel uitmaakt van de Southern Uplands. Duns is de geboorteplaats van de middeleeuwse filosoof Johannes Duns Scotus.

## Historie

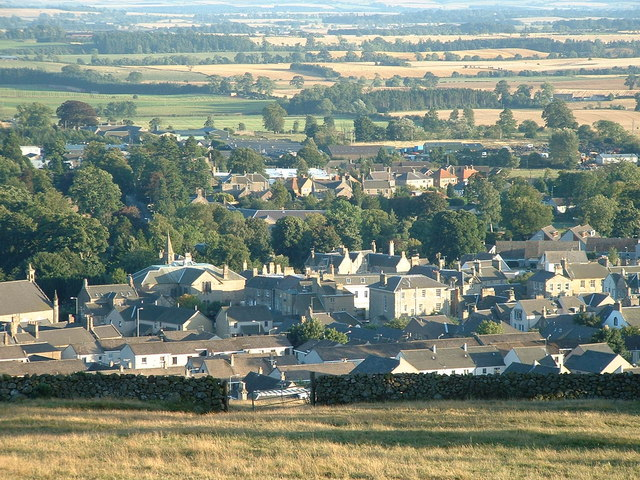
Duns gezien vanaf Duns Law.

Duns is voor het eerst vermeld in een document uit 1214, waarin een 'Hugo de Duns' had ondertekend als getuige. De nederzetting lag in die tijd iets meer naar het noordoosten op de helling van Duns Law. In 1320 werd hier nabij het kasteel Duns Castle gebouwd door de graaf van Moray, een neef van Robert I van Schotland.
In de late middeleeuwen werd de plaats regelmatig aangevallen door de Engelsen, die invallen deden tot in de aangrenzende regio Lothian. Er zijn in de buurt enige veldslagen geweest. In de tweede Schotse onafhankelijkheidsoorlog (1332–1357) overnachtte Sir Archibald Douglas op 19 juli 1333 met zijn leger in Duns. De volgende dag marcheerde hij op naar Berwick, een plaats die op dat moment belegerd werd door de Engelsen. Dit leidde tot de Slag van Halidon Hill, waar de Schotten een zware nederlaag opliepen.
In 1490 bouwde Jacobus IV van Schotland de nederzetting uit tot burgh, die het echter zwaar te duren kreeg door de voortdurende grensoverschrijdende strijd. Binnen 14 jaar werd de vesting tot driemaal toe tot de grond afgebrand in 1544, 1545 en 1558. Na de laatste aanval in 1558 werd de nederzetting verhuisd naar de huidige locatie aan de voet van Duns Law.
In 1640 werd Duns de uitvalsbasis voor generaal Leslie en zijn Covenanters. Na de Slag bij Dunbar op 3 september 1650 plaatste Oliver Cromwell een garnizoen in de stad.
Na afloop van de Jacobieten-opstand in 1745 trad de rust in en begon Duns uit te breiden. Steeds meer administratieve taken van de streek Berwickshire werden in de stad uitgevoerd. Na een wetsvoorstel werd Duns in 1903 officieel de provinciestad van Berwickshire.

## Cultuur

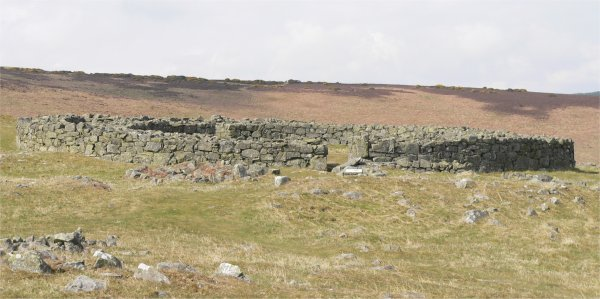
Edin's Hall Broch

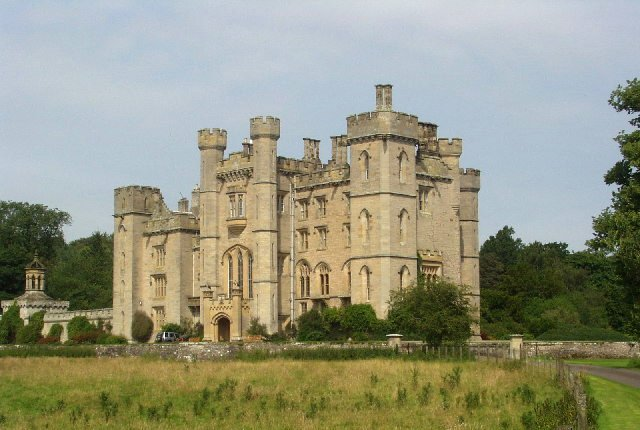
Duns Castle.

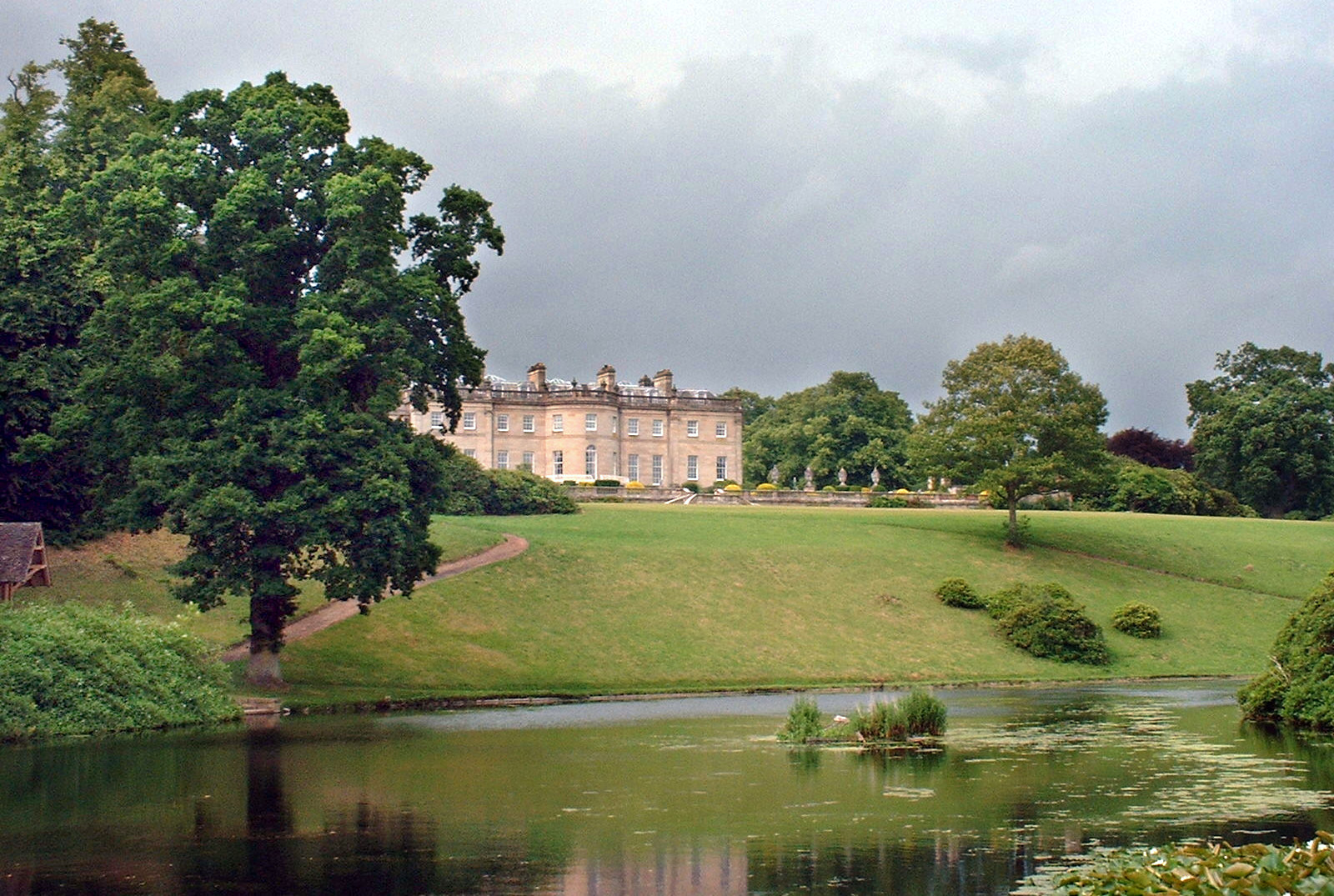
Manderston House

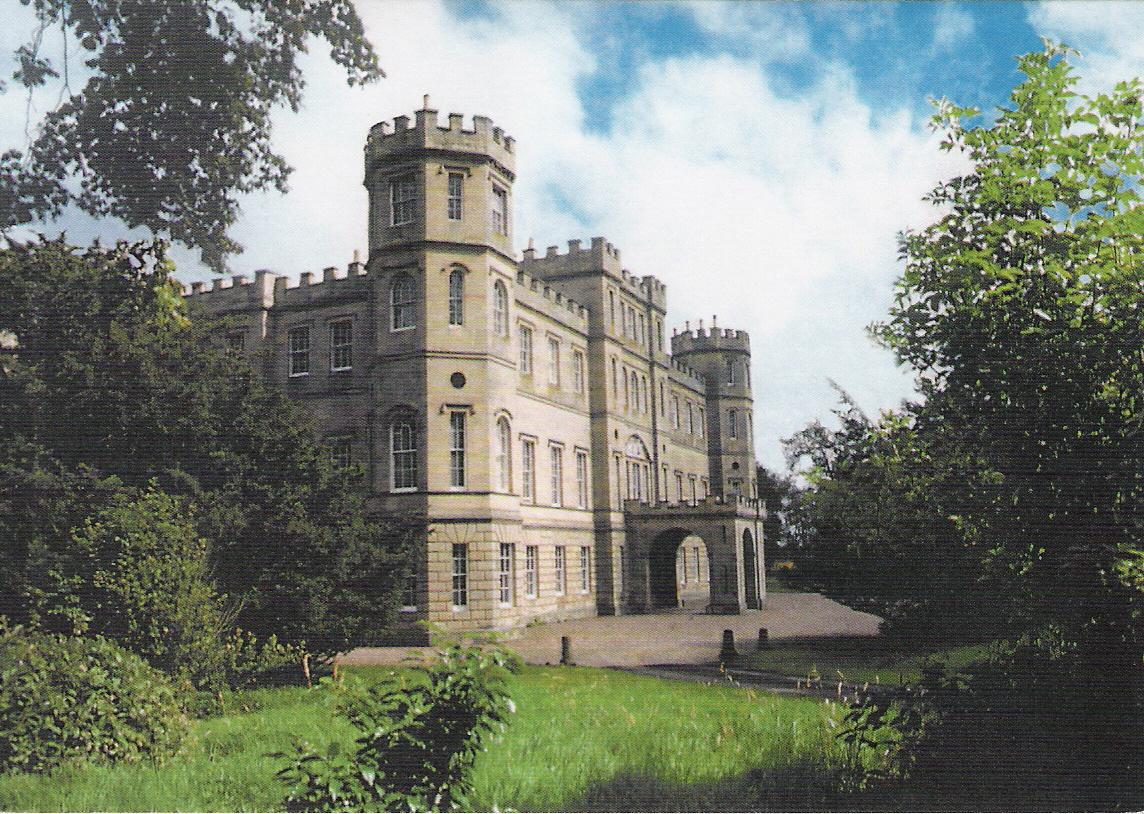
Wedderburn Castle

### Edin's Hall Broch
Enige kilometers ten noorden van Duns ligt Edin's Hall Broch, het grootste broch in Schotland. Een broch is een ronde, stenen toren, waarvan de muur bestaat uit twee parallel aan elkaar verlopende wanden, soms meer dan 10 meter hoog. Deze bouwwerken, waarvan de functie onbekend is, stammen uit de IJzertijd. De meeste brochs zijn te vinden op de Orkney-eilanden, de Shetlandeilanden en de regio Caithness van Schotland. De broch van Edin's Hall zelf is relatief groot met een diameter van ongeveer 25 meter. In de dikke muren zijn er ruimtes uitgespaard voor vertrekken en een trap.

### Duns Castle
Van het oorspronkelijke Duns Castle rest nog de massale Normandische toren, die dateert uit 1320. In de negentiende eeuw is het geheel omgebouwd tot een kasteel in neo-gotische stijl door architect James Gillespie Graham. Het is nu eigendom van Alexander Hay van Duns en Drumelzier, wiens familie het kasteel verwierf door huwelijk in 1696.
Rond het kasteel is een landschapspark ingericht, dat openbaar toegankelijk is. Het kasteel en het park worden vaak gebruikt voor bruiloften en andere functies. Het verdere Duns Hill is tegenwoordig een natuurreservaat.

### Landhuizen
- Aan de rand van Duns bevindt zich het herenhuis Manderston House. Dit gebouw is herbouwd in 1905 door de architect John Kinross voor Sir James Miller en Eveline Curzon, een afstammeling uit een van de oudste Schotse adellijke families. Het originele gebouw stamt uit de 18e eeuw. Het monumentale gebouw wordt wel gezien als de laatste ontwerp uit het tijdperk van de grote aristocratische Britse landhuizen. In 2002 werd in Manderston House de Engels televisieserie "De Edwardian Country House" opgenomen.
- Uit het begin van de 18e eeuw komt het Edrom Huis van architect James Smith. Het bevindt zich zo'n 2 mijl (3,2 km) ten oosten van Manderston, en is tegenwoordig in bezit van topmodel Stella Tennant.
- Ongeveer een mijl ten oosten van Edrom staat het Blanerne Castle, de oude woonplaats van de Lumsden familie. Het is verbouwd door architect William Burn in 1895 na een grote brand.
- Het Nisbet Huis (ca. 1630) met haar grote toren uit 1774 bevindt zich ongeveer 1,5 mijl (2,4 km) ten zuiden van de stad, en wordt momenteel gerestaureerd als een privé-woning.
- Het Wedderburn Castle (1771-1775) van de architecten Robert Adam en James Adam bevindt zich 2 mijl (3,2 km) ten oosten van Duns en is gebouwd op de plaats van het vroegere Tower House. Het is de zetel van de familie van Wedderburn.
- Verder naar het zuiden ligt het Kimmerghame House, een Schotse Baronial herenhuis volledig herbouwd in 1851 door architect David Bryce. In 1939 werd het bijna door brand verwoest, maar is toen weer snel herbouwd. Het is nu de zetel van een voormalig Lord Lieutenant van Berwickshire, generaal-majoor Sir John Swinton (vader van de actrice Tilda Swinton).

### Ba game
De Ba game is een soort middeleeuwse voetbalwedstrijd, dat jaarlijks in Duns gespeeld wordt door de mannen uit de stad. Hierbij spelen de gehuwde mannen tegen de vrijgezellen. Het spel werd nieuw leven ingeblazen in 1949 als onderdeel van het Duns Summer Festival.
Het spel wordt gespeeld op het marktplein met drie ballen of "Ba's": de eerste was goud, de tweede verzilverd, en de derde gekleurd of gevlekt. Oorspronkelijk bestond het doel voor de gehuwde mannen uit een trechter in de preekstoel van de kerk, en voor de vrijgezellen uit een trechter geplaatst op een van de molens in de buurt. Tegenwoordig gebruikt men twee poorten in de stad. Oorspronkelijk werd de bal in het spel geworpen door een lid van familie van Duns Castle, maar tegenwoordig wordt deze eer vooraf geveild.

### Jim Clark Memorial Rally
Sinds 1997 wordt elk jaar in juli in Duns, Kelso en omgeving, de rally Jim Clark Memorial Rally gehouden, die zo'n 50.000 bezoekers trekt. De race wordt gehouden ter ere van de autocoureur en tweevoudig Formule 1 wereldkampioen Jim Clark (1936-1968), die werd geboren in het graafschap Fife en opgroeide in de buurt van Duns.

## Geboren en/of getogen in Duns
- John Duns Scotus (1266–1308), Franciscaanse theoloog en filosoof.
- Thomas Boston (1676–1732), theoloog en Presbyteriaans predikant.
- Abraham Robertson (1751-1826), wiskundige en astronoom.
- Samuel Cockburn (1823-1915), medicus en bekend homeopaat.
- Jim Clark (1936-1968), Formule 1-coureur wereldkampioen in 1963 en 1965.
- Andrew Cowan (1936-2019), rallyrijder

## Partnerstad
- Żagań